# Aleksander Zakrzewski (fotografik)
Aleksander Alojzy Zakrzewski (ur. 20 czerwca 1907 w Ziłanie w Kurlandii, zm. 23 lipca 1993) – polski fotografik i nauczyciel, członek Fotoklubu Wileńskiego i założyciel Łódzkiego Towarzystwa Fotograficznego.

## Życiorys
Zakrzewski urodził się w 1907 w Ziłanie w Kurlandii. W latach 1908–1923 wraz z rodziną mieszkał w Moskwie, ze względu na pracę ojca. W latach 1923–1925 rodzina mieszkała w Suwałkach, a w 1925 osiadła w Wilnie na Rossie, gdzie Zakrzewski w 1929 ukończył Seminarium Nauczycielskie im. Tomasza Zana, a w 1933 zdał egzamin maturalny. W latach 1933–1939 studiował na wydziale Prawa i Nauk Społecznych Uniwersytetu Stefana Batorego. Jednocześnie w latach 1929–1940 pracował jako nauczyciel w Wilnie, początkowo w dwóch szkołach podstawowych (1929–1931), a w latach 1931–1940 w Szkole Kolejowej. W Wilnie działał w Wileńskim Towarzystwie Miłośników Fotografii oraz był członkiem Fotoklubu Wileńskiego Jana Bułhaka. W latach 1928–1939 współpracował z czasopismami fotograficznymi, drukującymi jego fotografie oraz artykuły, takimi jak: „Fotograf Polski”, „Polski Przegląd Fotograficzny”, „Przegląd Fotograficzny”, „Miesięcznik Fotograficzny” i „Nowości Fotograficzne”. Publikował na tematy związane z technikami i technologiami fotograficznymi oraz na temat historii i estetyki fotografii.
Po wybuchu II wojny światowej, w latach 1940–1943, pracował w zarządzie administracji domów znacjonalizowanych. Następnie otworzył zakład fotograficzny „Foto pod psem” przy ul. Hetmańskiej 2 w Wilnie, działający od 1943 do 15 lipca 1944, tj. wkroczenia do miasta Armii Czerwonej. Następnie ponownie pracował w administracji domów znacjonalizowanych. W styczniu 1945 wraz z rodziną opuścił Wilno i przeniósł się do Białegostoku, a następnie w sierpniu 1945 do Łodzi, gdzie zamieszkał na osiedlu biskupim przy ul. Wyspiańskiego. W okresie od lutego do grudnia 1945 był przedstawicielem Rządu do spraw ewakuacji ludności rosyjskiej i białoruskiej w Okręgu Bielsk Podlaski, a następnie Okręgu Łódź.
W latach 1947–1973 był wykładowcą w Technikum Fotograficznym w Łodzi, a także działał jako członek Klub Miłośników Fotografii Polskiej YMCA, gdzie pełnił funkcję członka zarządu oraz członka jury wystaw i komitetu organizacyjnego wystawy „Łódź w fotografii”. W marcu 1949 wraz z Józefem Farbotko został współzałożycielem Oddziału Łódzkiego Polskiego Towarzystwa Fotograficznego (późn. Łódzkie Towarzystwo Fotograficzne). W ramach działalności w PTF i później ŁTF był w latach 1949–1953 członkiem Komisji Kwalifikacyjnej, przewodniczącym Sekcji Fotografiki Oddziału (1950). Był przewodniczącym Komisji Egzaminacyjnej na czeladnika i mistrza w zawodzie – fotograf przy Kuratorium Łódzkiego Okręgu Szkolnego (1960–1976) oraz członkiem Komisji Rzeczoznawców przy Pracowni Sztuk Plastycznych (1966–1981). Od 1949 należał do Związku Polskich Artystów Fotografików. W 1973 przeszedł na emeryturę, na której prowadził w mieszkaniu studio fotograficzne, w którym wykonywał portrety.

### Życie prywatne
Był synem Szymona Zakrzewskiego – urzędnika kolejowego i Tekli – gospodyni domowej. Jego żoną była pochodząca z Wilna Wanda Zakrzewska (1918–2008), z którą miał dwóch synów – Jerzego i Marka. Został pochowany na cmentarzu Piaski-Retkińska w Łodzi.

## Twórczość
Twórczość Zakrzewskiego obejmuje zarówno zdjęcia realistyczne, jak i piktorialne impresje. Fotografował zarówno motywy przyrodnicze, martwą naturę, pejzaże, obiekty architektoniczne, jak i zdjęcia atelierowe. Fotografie tworzył w technikach takich jak: brom, wtórnik, bromolej, fresson, złotobrom, guma barwiona, monokl. Do jego najbardziej znanych fotografii architektury należą motywy z Gdańska (m.in. powojenne ruiny), Wrocławia, Łodzi (m.in. plac Wolności), Łowicza, Pragi i Jugosławii. W 1981 na wystawie fotografii „Łódź Stara i Nowa” dokonał zestawienia przemian w architekturze i urbanistyce Łodzi, konfrontując swoje zdjęcia z fotografiami autorstwa Bronisława Wilkoszewskiego z końca XIX w. Jego prace znajdują się w zbiorach Łódzkiego Towarzystwa Fotograficznego, Muzeum Sztuki w Łodzi, Muzeum Narodowego we Wrocławiu i Muzeum Miasta Łodzi.

## Odznaczenia i wyróżnienia
- Artiste FIAP (1967)
- Złoty Krzyż Zasługi (1973)
- Dyplom Honorowy Łódzkiego Towarzystwa Fotograficznego (1974)
- Srebrna Odznaka Federacji Amatorskich Stowarzyszeń Fotograficznych w Polsce (1979)
- Dyplom Honorowy ŁTF (1980)
- Tytuł Honorowego Członka Związku Polskich Artystów Fotografików (1982)
- Złota Honorowa Odznaka ŁTF (1983)
- Tytuł Honorowego Członka ŁTF (1984)
- Medal Pamiątkowy ZPAF (1985)
- Medal im. Jana Bułhaka ZPAF (1985)
- Medal 40-lecia ZPAF (1987)
- Złoty Medal ŁTF za Twórczość Artystyczną (1987)
- Honorowa Odznaka Miasta Łodzi (1988)
- Medal 150-lecia Fotografii (1989)
- Medal Okręgu Łódzkiego ZPAF (1991)[1]

## Nagrody
- II nagroda w III konkursie fotograficznym „Polskiego Przeglądu Fotograficznego” za zdjęcie „Złocienie” (1926)
- II nagroda w IV konkursie fotograficznym „Polskiego Przeglądu Fotograficznego” za zdjęcie „w Wilnie o zachodzie” (1927)
- Nagroda Wydziału Kultury i Sztuki Zarządu Miejskiego (1949) za pracę „Łódź – miasto kominów”
- II nagroda w konkursie „Poznajemy pamiątki polskości Gdańska i Dolnego Powiśla” (1956)[1]

## Wystawy prac[1]
1927:
- XI Wystawa Fotografii Artystycznej we Lwowie
- Wystawa Fotograficzna Krajobrazu Polski w Wilnie
- Salon Jesienny w Wilnie
- I Międzynarodowy Salon Fotografii Artystycznej w Warszawie

1928:
- XIII Amateur – Wettbewerb Für Vorgeschrittene w Lucernie
- I Mezinárodni Fotografický Salon w Pradze
- II Międzynarodowy Salon Fotografii Artystycznej w Polsce we Lwowie – Wilno
- 73rd International Annual Exhibition of The Royal Photographic Society w Londynie
- Międzynarodowy Salon Fotografii Artystycznej w BessarabII w Kiszyniowie
- Wołyńska Wystawa Fotografii. Krzemieniec-Łuck-Równe

1929:
- Powszechna Wystawa Krajowa – Dział Sztuki w Poznaniu

1930:
- II Ogólnopolska Wystawa Fotografiki w Wilnie
- IV Międzynarodowy Salon Fotografiki w Polsce. Wilno

1931:
- Wystawa Grupy Wileńskiej w PTF w Warszawie
- Eleventh Annual Competition of American Photography 1931–1932

1932: I Ogólnopolska Wystawa Fotografiki w Tarnowie
1933:
- 16th Annual Salon of Pictorial Photography. Los Angeles, San Francisco
- III Wystawa Fotografiki w Wilnie

1934: Ogólnopolska Wystawa Fotografiki w Krzemieńcu
1935: III Wystawa Fotografiki Polskiej w Warszawie
1936:
- IV Wystawa Fotografiki w Wilnie
- XVI Doroczna Wystawa Fotografiki Polskiej we Lwowie
- Ogólnopolska Wystawa Fotografiki w Kielcach

1937:
- XXXII Salon International D’art Photographique w Paryżu
- Wystawa Fotoklubu Wileńskiego w PTF w Warszawie
- Wystawa Pokonkursowa Firmy Foton „Wspomnienia Wakacyjne”

1938:
- Wystawa Fotografiki Polskiej w Lublinie
- XVIII Doroczna Wystawa Fotografiki Polskiej we Lwowie
- Ogólnopolska Wystawa Fotograficzna „Piękno Wilna i Ziemi Wileńskiej w Wilnie
- V Internationale Foto-Kongress Ausstbllung w Wiedniu

1948: Wystawa Prac Fotograficznych Członków Klubu Miłośników Fotografii Polskiej YMCA w Łodzi
1949: „Łódź w Fotografii” Wystawa Pokonkursowa w Łodzi
1950:
- 3 Doroczny Pokaz Prag Członków Klubu Miłośników Fotografii w Łodzi
- II Ogólnopolska Wystawa Fotografiki PTF we Wrocławiu
- Wystawa Fotografiki Członków Polskiego Związku Fotografików w Warszawie

1951: Wystawa Fotografiki Polskiej w Łodzi
1954:
- IV Ogólnopolska Wystawa Fotografiki w Warszawie
- I Doroczna Okręgowa Wystawa Fotografiki Związku Polskich Artystów Fotografików w Łodzi

1955:
- II Doroczna Okręgowa Wystawa Fotografiki ZPAF w Łodzi
- Wystawa Fotografiki Polskiej w Pekinie

1956:
- „Poznajemy Pamiątki Polskości Gdańska I Dolnego Powiśla” w Gdańsku
- III Okręgowa Wystawa Fotografiki ZPAF w Łodzi

1958:
- „Z Kamerą Po Świecie” w Warszawie
- IV Doroczna Wystawa Fotografiki ZPAF w Łodzi, Sieradzu i Piotrkowie

1959:
- V Doroczna Wystawa Fotografików Okręgu Łódzkiego ZPAF w Łodzi
- VIII Ogólnopolska Wystawa Fotografiki ZPAF w Warszawie

1960: III Ogólnopolska Wystawa Fotografii Marynistycznej w Warszawie
1961: X Ogólnopolska Wystawa Fotografiki ZPAF w Warszawie
- VII Okręgowa Wystawa Fotografiki „Z Wędrówek Po Ziemi Łódzkiej” w Łodzi
- 1962 VIII Doroczna Wystawa Fotografiki ZPAF Delegatury Łódzkiej w Łodzi
- Szeged És Testvérvárosai Nemzetközi Fényképkiállitás w Szeged
- Ogólnopolska Wystawa Fotografii Krajoznawczej „Pieśń O Ziemi Naszej” w Bytomiu

1963: IX Doroczna Okręgowa Wystawa Fotografiki w Łodzi
1965: X Doroczna Okręgowa Wystawa Fotografiki ZPAF w Łodzi
1967: XI Okręgowa Wystawa Fotografiki ZPAF w Łodzi
1969: XII Okręgowa Wystawa ZPAF w Łodzi
1970: „Elta” – Impresje Fotograficzne w Łodzi
1971: Zabytkowa Architektura I Budownictwo Przemysłowe Łodzi w Łodzi
1972: „Plastycy”. Wystawa Fotografiki Związku Polskich Artystów Fotografików w Łodzi
1973: „Strażacy”. Wystawa Fotografiki Okręgu Łódzkiego ZPAF w Łodzi
1974: „Łódzkie Przemiany”. Wystawa Fotografiki Związku Polskich Artystów Fotografików w Łodzi
1975: „40 Razy O Kobiecie”. Wystawa Fotografiki Okręgu Łódzkiego ZPAF w Łodzi
1981: „Łódź Stara I Nowa”. Indywidualna Wystawa Fotografii w Łodzi
1985: Aleksander Zakrzewski. [Retrospektywna Wystawa Fotografiki] w Łodzi
1989:
- Retrospektywna Wystawa Twórczości Członków ŁTF w Łodzi
- Wileńskie Środowisko Artystyczne 1919–1945 w Olsztynie
- 150 Lat Fotografii w Zbiorach Muzeum Narodowego we Wrocławiu

1997: Portret w Twórczości Członków Łódzkiego Towarzystwa Fotograficznego w Łodzi
1999: 50 Lat Łódzkiego Towarzystwa Fotograficznego. (Wystawa Jubileuszowa 1949–1999) w Łodzi